# Primo tempo
Primo tempo è la prima raccolta di successi nella carriera di Luciano Ligabue, pubblicata dall'etichetta discografica WEA Italiana su CD e DVD-Video (catalogo Warner Bros. Records 514 4 24865 2) nel 2007.

| Recensione | Giudizio |
| ---------- | -------- |
| AllMusic   | [ 5 ]    |

## Descrizione
Il box, che racchiude tutti i singoli pubblicati tra il 1990 (Ligabue) e il 1995 (Buon compleanno Elvis) più due inediti per un totale di 34 tracce e 24 brani diversi, è costituito da un CD con le 16 canzoni considerate di maggior successo, oltre ai 2 inediti, e da un DVD con 16 video musicali in versione originale, 10 dei quali corrispondono a brani sul CD.
Gli inediti Niente paura e Buonanotte all'Italia, prodotti da Corrado Rustici e arrangiati con Ligabue, sono stati registrati e mixati al "Plant Studio" di Sausalito in California da David Fraser assistito da Mike Boden.
Per entrambi è stato prodotto un videoclip, inserito nel doppio DVD Videoclip Collection (2012) distribuito solo in edicola.
Il restauro e la rimasterizzazione delle tracce audio, eccetto gli inediti, sono stati curati da Ted Jensen, considerato tra i migliori tecnici di mastering al mondo, agli "Sterling Studios" di New York.
Il 30 maggio 2008, a completamento di questa antologia, è stato pubblicato un box analogo intitolato Secondo tempo con tutti i singoli e i video fino al 2005. Inoltre Il 28 novembre dello stesso anno sono stati ristampati separatamente soltanto i due CD di entrambi i box (catalogo Warner Bros. Records 518 6 52002 2 per quello di Primo tempo e 518 6 51992 2 per quello di Secondo tempo).
L'edizione digitale del CD scaricabile da iTunes ha una traccia inedita in più, con la cover della canzone Dio è morto di Guccini, disponibile, insieme al libretto digitale con le note sui brani, solo con l'acquisto dell'intero album.

## Tracce
Testi e musiche di Luciano Ligabue, eccetto dove indicato.

### CD
1. Niente paura – 3:48 – 2007
2. Balliamo sul mondo – 4:16 – 1990
3. Certe notti – 4:20 – 1995
4. Urlando contro il cielo – 3:37 – 1991
5. Vivo morto o X – 4:17 – 1995
6. Ho messo via – 4:43 – 1993
7. Viva! – 3:41 – 1995
8. A che ora è la fine del mondo? – 4:22 (testo: Luciano Ligabue – musica: Mike Mills, Bill Berry, Peter Buck, Michael Stipe) – 1994
9. Non è tempo per noi – 3:31 – 1990
10. Salviamoci la pelle!!!! – 4:47 – 1991
11. Sogni di rock 'n' roll – 3:57 – 1990
12. Libera nos a malo – 4:00 – 1991
13. Bambolina e barracuda – 5:15 – 1990
14. Hai un momento, Dio? – 4:40 – 1995
15. Bar Mario – 3:54 – 1990
16. Quella che non sei – 4:01 – 1995
17. Lambrusco & pop corn – 4:29 – 1991
18. Buonanotte all'Italia – 5:25 – 2007

Bonus track (solo download digitale)
1. Dio è morto – 4:00 (Francesco Guccini) – 2008

### DVD
Edizioni musicali Warner Music Italy.
1. Balliamo sul mondo, su YouTube. (diretto da Piero Cecchini) – 1990[10]
2. Marlon Brando è sempre lui, su YouTube. (diretto da Marco Della Fonte) – 1990[10]
3. Non è tempo per noi, su YouTube. (diretto da Marco Della Fonte) – 1990[10]
4. Libera nos a malo, su YouTube. (diretto da Gabriele Cazzola) – 1991[11]
5. Lambrusco & pop corn, su YouTube. (diretto da Daniele Pignatelli) – 1991[11]
6. Sarà un bel souvenir, su YouTube. (diretto da Daniele Pignatelli) – 1991[11]
7. Urlando contro il cielo (live), su YouTube. (diretto da Mario Zanot) – 1991[12]
8. Ancora in piedi, su YouTube. (diretto da Giuseppe Capotondi) – 1993[13]
9. Ho messo via, su YouTube. (diretto da Alessandro Cappelletti) – 1993[13]
10. Lo zoo è qui, su YouTube. (diretto da Steffen Gentis) – 1993[13]
11. A che ora è la fine del mondo?, su YouTube. (diretto da Francesco Fei) – 1994[12]
12. Cerca nel cuore, su YouTube. (diretto da Alex Infascelli) (testo: Luciano Ligabue – musica: Luciano Ligabue, Gianfranco Fornaciari) – 1994[12]
13. Certe notti, su YouTube. (diretto da Giuseppe Capotondi) – 1995[14]
14. Viva!, su YouTube. (diretto da Giuseppe Capotondi) – 1996[14]
15. Vivo morto o X (live), su YouTube. (diretto da Alex Orlowski) – 1996[15]
16. Leggero, su YouTube. (diretto da Alessandra Pescetta) – 1996[14]

## Formazione
Negli inediti
- Luciano Ligabue – voce
- Corrado Rustici – chitarra, tastiera, programmazione-Chitarre
- Federico Poggipollini -Chitarre
- Michael Urbano – batteria
- Sean Hurley – basso
- Frank Martin – pianoforte

Archi e fiati (scritti da Luciano Ligabue, arrangiati da Corrado Rustici, diretti da Frank Martin) in Buonanotte all'Italia:
- Jermy Cohen, David Balakrishnan, Mads Tolling, Mark Summer – archi
- Doug Hull, Robert Ward – corno francese

## Successo commerciale
Alla fine del 2007 entra direttamente nella classifica italiana degli album al primo posto, dove rimane per 6 settimane consecutive. Alla fine del 2007 risulterà il terzo album più venduto
A fine novembre 2009 aveva già venduto oltre 470 000 copie.

## Classifiche

### Classifiche settimanali
| Classifica (2007) | Posizione massima |
| ----------------- | ----------------- |
| Italia            | 1                 |
| Europa            | 31                |
| Svizzera          | 49                |

### Classifiche di fine anno
| Classifica (2007) | Posizione |
| ----------------- | --------- |
| Italia            | 3         |
| Classifica (2008) | Posizione |
| Europa            | 77        |
| Italia            | 15        |
| Classifica (2009) | Posizione |
| Italia            | 76        |
| Classifica (2010) | Posizione |
| Italia            | 80        |
| Classifica (2011) | Posizione |
| Italia            | 65        |